# Lei (Włochy)
Lei – miejscowość i gmina we Włoszech, w regionie Sardynia, w prowincji Nuoro. Graniczy z Bolotana i Silanus.
Według danych na rok 2004 gminę zamieszkiwało 645 osób, 33,9 os./km².